# St. Nikolaus (Huttingen)

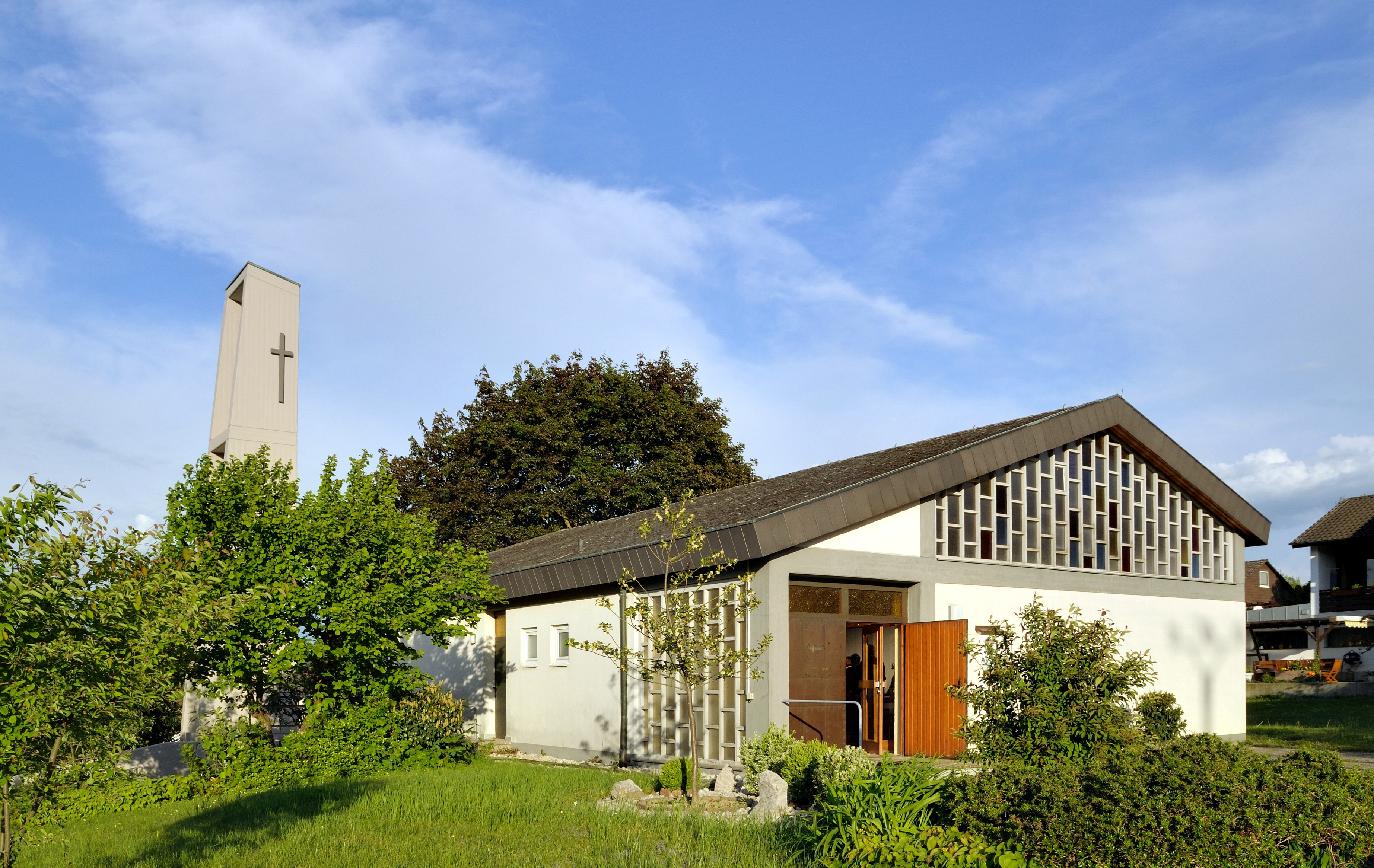
Katholische Kirche in Huttingen

St. Nikolaus ist eine katholische Filialkirche in Efringen-Kirchen, Ortsteil Huttingen. Sie gehört zur Seelsorgeeinheit Kandern-Istein im Dekanat Wiesental der Erzdiözese Freiburg.

## Geschichte
Die katholische Bevölkerung von Huttingen hatte 55 Jahre warten müssen, bis sie wieder ein Gotteshaus erhielt. Der neuromanische Vorgängerbau, damals als Kapelle bezeichnet, wurde 1904 geweiht. Er löste eine frühere Nikolauskapelle aus dem Ende des 14. Jahrhunderts ab. Schon zehn Jahre später, zu Beginn des Ersten Weltkriegs wurde auf Anordnung des Kommandanten der Isteiner Festung das Kirchengebäude gesprengt, weil man der französischen Armee keine leichte Orientierung für Beschuss bieten wollte. Lediglich die Sakristei blieb erhalten.
Die heute im Efringer Ortsteil Huttingen gelegene moderne Kirche wurde in den Jahren 1970 bis 1971 nach Plänen des Ingenieurs Adolf Schuler aus Weil am Rhein erbaut. Die Finanzierung wurde durch die Spendenbereitschaft der Gemeindemitglieder, durch Zuschüsse der Gemeinde sowie der Kirchenbehörde ermöglicht.
Nachdem am 20. September 1970 das Richtfest begangen wurde, erfolgte die Weihe der Kirche am 20. Juni 1971 unter Dekan Joseph Schmutz. Ein Jahr später erhielt St. Nikolaus ein zweistimmiges Geläut im Kirchturm, der, ursprünglich nicht vorgesehen, auf ausdrücklichen Wunsch der Huttinger errichtet wurde.

## Beschreibung und Ausstattung
Die Kirche befindet sich in der Nähe des Lindenplatzes in Huttingen. Sie besteht aus einem breiten Saalbau mit flach geneigtem Satteldach und einem davon abgesetzten, dreistöckigen und offenen Glockenturm aus Sichtbeton, der aus zwei parallelen Stahlbetonwandscheiben und aussteifenden Stahlbetondecken besteht. Der Turm verjüngt sich einseitig leicht und trägt an seiner zur Kirche ausgerichteten Fassadenseite ein schlichtes Kreuz.
Im Inneren des Gotteshauses ist eine der Dachform entsprechende Holzdecke eingezogen. Der Chorraum weist keine deutliche Abgrenzung zum Bereich der Gottesdienstbesucher auf, sondern hebt sich nur über einige Stufen leicht erhöht vom restlichen Saal ab. 
Altar und das aus Jaspis-Steinen gefertigte Wandkreuz schuf der Künstler Edelbert Stächelin. Daneben ergänzen ein Tabernakel und ein Kanzelpult die Ausstattung. An der linken Seitenwand befindet sich eine Statue des Schutzpatrons, der heilige Nikolaus auf einer Konsole, rechts davon ist eine Marienstatue mit Kind.

## Glocken

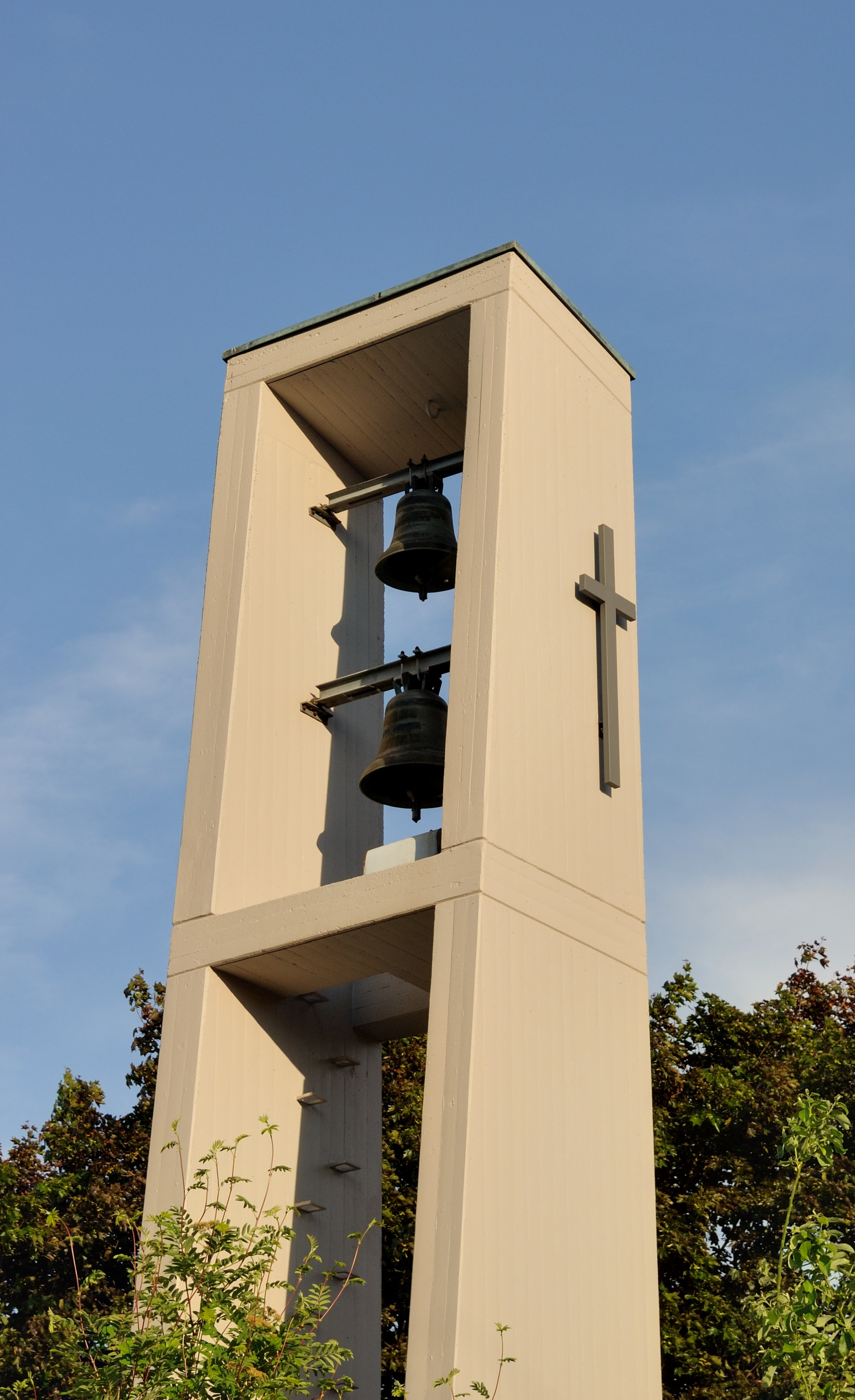
Freistehender Glockenturm

Das zweistimmige Bronzegeläut von St. Nikolaus wurde 1972 von der Karlsruher Glocken- und Kunstgießerei gegossen. Die Glocken hängen frei übereinander im obersten Geschoss des Kirchturms.
| Name         | Durchmesser | Gewicht | Schlagton |
| ------------ | ----------- | ------- | --------- |
| Ave Maria    | 652 mm      | 194 kg  | e″-5      |
| St. Nikolaus | 579 mm      | 135 kg  | fis″-7    |